# Plaka

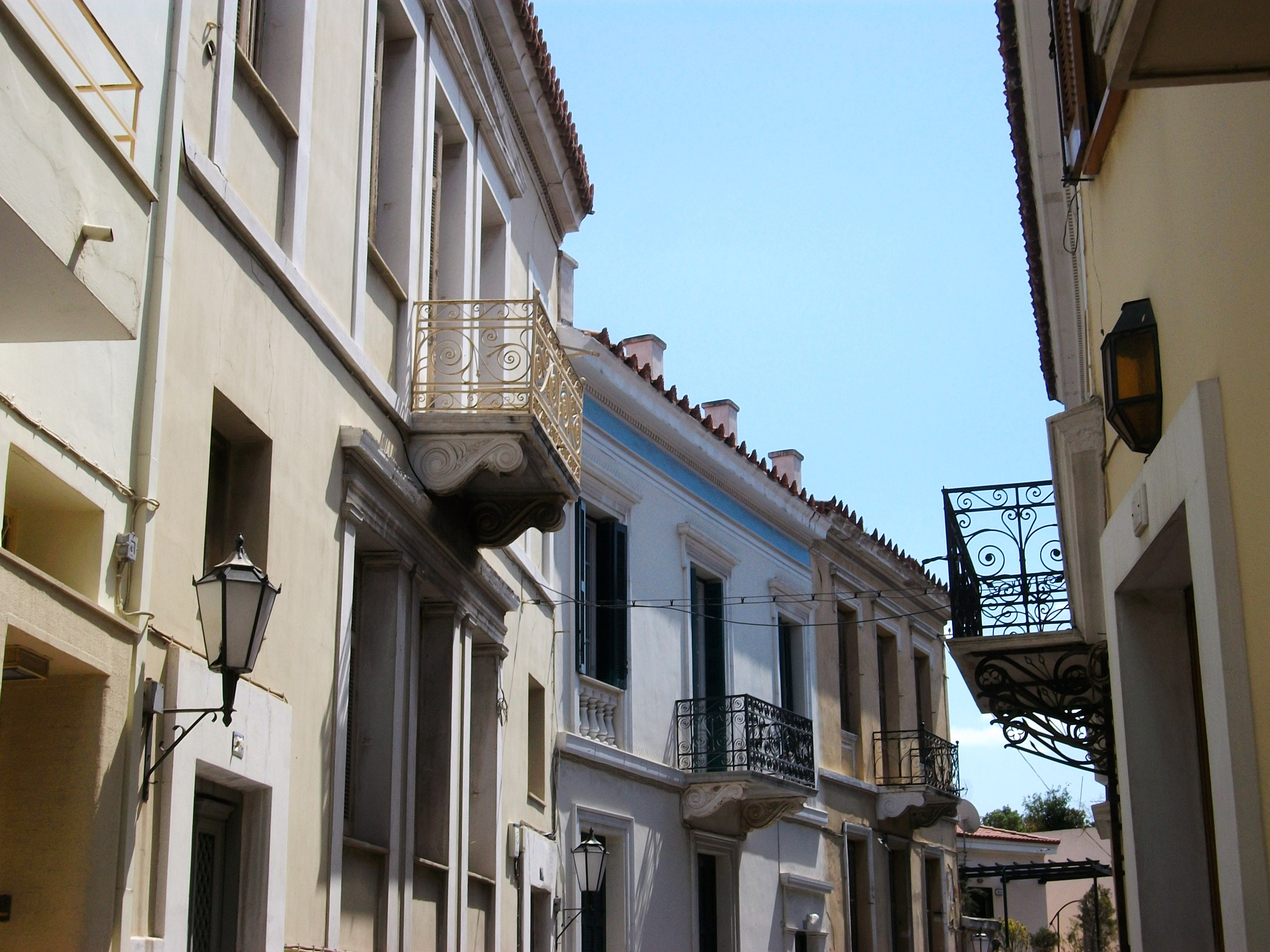
Calles en el barrio de Plaka

Plaka es un antiguo barrio del centro histórico de Atenas (Grecia), se le considera la zona más atractiva y colorida de dicha ciudad.
 Se encuentra casi inmediatamente al pie oriental de la Acrópolis.

Su estructura edilicia en gran medida deriva del período de ocupación otomana, en el cual fue destruida la urbanización de planta regular —típicamente grecolatina— y se  sustituyó por una urbanización sin planificación, ajustada a los accidentes del relieve. Esto ha dado origen a un barrio de calles laberínticas, en muchos casos estrechas y en pendiente, que están atiborradas de tabernas y restaurantes. 